# マリア・コレスニコワ
マリア・コレスニコワ（Marya Alyaksandrauna Kalesnikava, ベラルーシ語: Марыя Аляксандраўна Калеснікава, IPA: [maˈrɨja alʲakˈsandrawna kaˈlʲɛsʲnʲikava]; Maria Aleksandrovna Kolesnikova, ロシア語: Мария Александровна Колесникова, IPA: [mɐˈrʲijə ɐlʲɪkˈsandrəvnə kɐˈlʲesʲnʲɪkəvə]、 1982年4月24日 - ） は、ベラルーシのプロのフルート奏者、政治家。彼女は2020年ベラルーシ大統領選挙の間にヴィクタル・ババリコの選挙運動を率いた。コレスニコワはスヴャトラーナ・ツィハノウスカヤの統一キャンペーンを代表し、その後、2020年のベラルーシの抗議行動中にルカシェンコ政権に反対して結成されたベラルーシ調整評議会の幹部会のメンバーになった。彼女はまた、ベラルーシの政党ラザム党 (ベラルーシの政党)の創設者でもある。

## 来歴
マリア・コレスニコワは、ベラルーシ国立音楽院でフルート奏者および指揮者として学位を取得した。17歳のときにミンスクの高校でフルート演奏を教え始め、ミンスクオペラ、ミカイルフィンバーグオーケストラ、大統領オーケストラでフルートを演奏した。その後、ドイツのシュトゥットガルト音楽演劇大学で学んだ。

## 政治活動

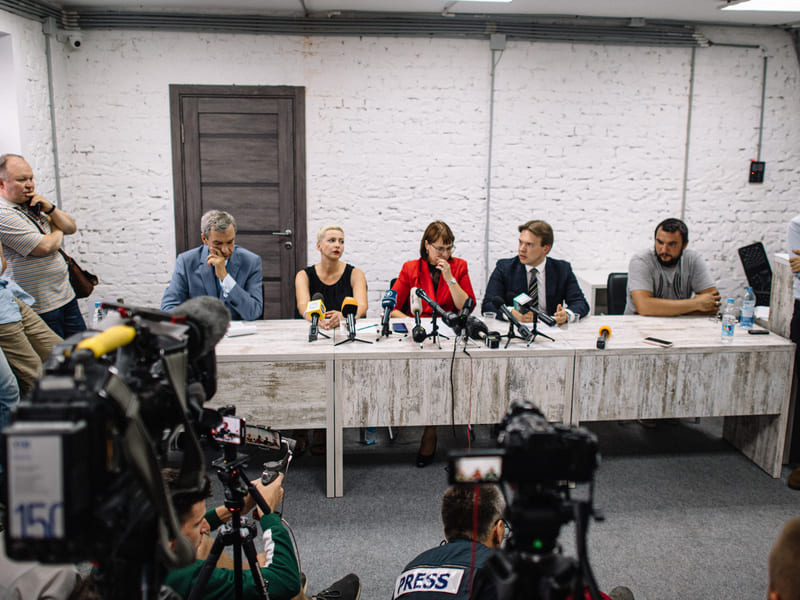
ベラルーシ調整評議会（幹部会）

2020年5月、コレスニコワは大統領候補のヴィクタル・ババリコの選挙責任者となった。6月18日、彼は投獄され、7月16日、最も有名な3人の候補者（Sviatlana Tsihanouskaja、Veranika Tsapkala、Maryja Kalesnikava）の助手が協力することを決定した。選挙の前日、8月8日、コレスニコワは勾留されたが、すぐに釈放された。彼女は不正選挙に対するさまざまなデモに積極的に参加し、8月18日にベラルーシ調整評議会の幹部会のメンバーになった。2020年8月31日、彼女は一緒に政党ラザム党(ベラルーシの政党)を設立した。

## 逮捕と抑圧
- 2020年9月7日、コレスニコワはベラルーシの首都ミンスクで覆面姿の男らに逮捕または拉致され、彼女をベラルーシから去らせようとウクライナとの国境に連れて行かれた。しかし、彼女はパスポートを破って車の窓から投げ捨てベラルーシ内にとどまった。同年9月9日、彼女がクーデターの企てたことを罪状に勾留され、起訴されたことが判明した。捜査当局によると、インターネットとマスメディアを利用して国家安全保障に反対する行動を扇動し、ベラルーシに危害を加えようとした容疑である[10]。
- 2021年9月6日、ベラルーシの首都ミンスクの裁判所は「国家安全保障を攻撃した」としてコレスニコワに懲役11年の刑を言い渡した[10][11][12]。
- 2021年11月28日、服役中のコレスニコワがベラルーシ東部ゴメリ（ホメリ）の病院の集中治療室に搬送されていたと、同月30日にBBCニュースが報じた[13]。彼女の支持者による公式ツイッターアカウントの発信や関係者の証言によれば、28日中に手術を受け、その後の経過は「深刻だが安定した状態にある」という[13]。これに先立ち、彼女は11月以降に独居房へ移監された後、弁護人は面会を不許可にされていたとしている[13]。

## コレスニコワ逮捕への反応
- 欧州委員会は9月7日の逮捕を非難し、容認できないと述べた[14]。
- ドイツは、コレスニコワの所在を明確にすることを要求し、ベラルーシのすべての政治犯の釈放を求めた[15]。
- リトアニアはコレスニコワの拉致を恥辱と呼び、スターリン時代の秘密警察が行ったであろうことと比較し、彼女の即時釈放を要求した。[16]。
- ポーランドは、コレスニコワの拉致を侮辱的であると非難し、ベラルーシのすべての政治犯の即時釈放を求めた[17][18]。
- イギリスはコレスニコワの福祉に深刻な懸念を表明し、釈放を最優先しなければならないと述べた[19]。
- 米国は、ベラルーシ当局によるコレスニコワ追放の試みについて懸念を表明した[20]。
- アムネスティ・インターナショナルはコレスニコワを良心の囚人として認め、彼女の即時釈放を要求した[21]。
- コソボ議会議長ヴィヨサ・オスマニは、他の9人の国会議員とともに、コレスニコワの即時釈放を要求する書簡に署名した[22][23]。

## 受賞
- 2020年: サハロフ賞 (欧州議会, 思想の自由賞)[24][25]
- 2021年3月8日(国際女性デー): 国際勇気ある女性賞( ブリンケン米国国務長官より授与。式典は仮想的に行われたがジル・バイデン大統領夫人による演説等が行われた[26]。)
- 2021年: Lew-Kopelew賞 (ドイツ, 平和と人権賞)[27]
- 2021年: シュトゥットガルト平和賞（英語版） (ドイツ), ルカシェンコの独裁政権に対する勇気ある闘い[28]
- 2021年: Fritz-Csoklich賞(オーストリア)[29]
- 2021年: Menschenrechtspreis der Gerhart und Renate Baum-Stiftung (ドイツ, 人権賞)[30]
- 2021年: Václav Havel Human Rights Prize, Parliamentary Assembly of the Council of Europe[31]
- 2022年: テオドール・ヘッカー賞 (エスリンゲン) - Theodor Haecker Price (Außerordentliche Verleihung - extraordenary, 2022年3月; Städt. Webseite Esslingen)
- 2022年: カール大帝賞[1]

## 関連文献
- アリス・ボータ（英語版） 著、岩井智子, 岩井方男 訳『女たちのベラルーシ 革命、勇気、自由の希求』春秋社、2023年。（原書 Bota, Alice (2021), Die Frauen von Belarus: Wie ein Aufstand die Welt verändert）